# Stempellina clavata
Stempellina clavata är en tvåvingeart som beskrevs av Guo och Wang 2004. Stempellina clavata ingår i släktet Stempellina och familjen fjädermyggor. Inga underarter finns listade i Catalogue of Life.